# Avicularia leporina
Avicularia leporina is een spin uit de familie vogelspinnen (Theraphosidae) en lid van het geslacht Avicularia. Deze spin treft men voornamelijk aan in Brazilië en Puerto Rico.